# James S. Sherman
James Schoolcraft Sherman (Útica, Nueva York; 24 de octubre de 1855-Útica, 30 de octubre de 1912) fue un político estadounidense miembro del Partido Republicano. Fue vicepresidente de los Estados Unidos desde 1909 hasta su muerte en 1912 bajo el mandato del presidente William Howard Taft.
En 1911, fue el primer vicepresidente en volar en avión y el primero en lanzar la primera bola ceremonial en un partido de béisbol. Sherman fue el séptimo y más reciente vicepresidente que murió en el cargo.
- Datos: Q310831
- Multimedia: James Sherman / Q310831